# Pierre Lacaze (peintre)
Pour les articles homonymes, voir Pierre Lacaze et Lacaze.
Pierre Lacaze, né en 1816 à Fribourg et mort le 18 mai 1884 à Lausanne, est un peintre paysagiste.

## Biographie
Son père, d'origine française, s'établit à Fribourg au commencement du siècle et y fonde une fabrique de tabacs. Dans cette ville, Pierre Lacaze naît en 1816,.
À Paris, il est l'élève d'Ary Scheffer de 1840 à 1845,.
Le musée de Fribourg conserve plusieurs de ses œuvres,. On voit de ses tableaux dans l'église de Marly près de Fribourg, et au Cercle de l'Arc à Lausanne (Vue de Lausanne la nuit).
II épouse, en 1842, Mlle Eugénie d'Amman de Fribourg.
Souffrant pendant plusieurs mois de troubles fonctionnels du cœur, Pierre Lacaze meurt le 18 mai 1884 à Lausanne. Il est inhumé le 20 mai 1884 dans cette ville.